# تراپیرایش
تراپیرایش گونه ویژه‌ای از آران‌ای پیام‌رسان در یوکاریوت است که اگزونهای دو رونوشت رنای متفاوت به هم پیوند می‌خورند.
درحالیکه پیرایش آران‌ای یک تک مولکول را پردازش می‌کند، تراپیرایش یک رونوشت رنا از چندین pre-mRNAs تولید می‌کند. این پدید می‌تواند برای مولکول-درمانی محصولاتی که جهش ژنی داشته‌اند بکار رود.